# Hongkong op de Olympische Zomerspelen 1964
Hongkong nam deel aan de Olympische Zomerspelen 1964 in Tokio, Japan. Ook deze keer werd geen medaille gewonnen.

## Deelnemers en resultaten

### Atletiek
| Olympiër      | Discipline             | Resultaat | Prestatie                      |
| ------------- | ---------------------- | --------- | ------------------------------ |
| William Hill  | 200m (m)               | 53e       | serie 6: 8ste in 22,5          |
| William Hill  | 400m (m)               | 47e       | serie 7: 7de in 48,7           |
| Patrick Field | 800m (m)               | 37e       | serie 6: 7de in 1.54,0         |
| Patrick Field | 1500m (m)              | 42e       | serie 4: 12de in 4.02,6        |
| So Kam Tong   | 50km snelwandelen (m)  | 31e       | 5:07.53,2                      |
| Chu Ming      | verspringen (m)        | 31e       | kwalificatie: 6de met 6,41m    |
| Chu Ming      | hink-stap-springen (m) | 32e       | kwalificatie: 32ste met 13,50m |

### Boksen
| Olympiër    | Discipline | Resultaat | Prestatie                                                                                     |
| ----------- | ---------- | --------- | --------------------------------------------------------------------------------------------- |
| Lee Kam Wah | -51kg (m)  | 17e       | 1ste ronde: V van CEY Van Cuylenburg: scheidsrechterlijke beslissing                          |
| Law Hon Pak | -54kg (m)  | 9e        | 1ste ronde: W van ESP Senin: scheidsrechterlijke beslissing 2de ronde: V van MEX Mendoza: 0-2 |

### Hockey
| Olympiër | Discipline | Resultaat | Prestatie |
| --- | ---------- | --------- | --- |
| Daniel Castro Joaquim Collaquo Rui da Silva Omar Dallah José da Cunha Packey Gardner Lionel Guterres Slawee Kadir Farid Khan Frederic McGosh John Monteiro Kader Rahman Joao Silva Harnam Singh Grewal Dillon Singh Sarinder Kuldip Singh Hussain Zia | mannen     | 15e       | groep B: 8ste V van Maleisië: 1-4 V van België: 0-2 V van Canada: 1-2 V van India: 0-6 V van Nederland: 0-7 V van Spanje: 0-4 G van Duitsland: 1-1 |

| Groep B |           |             |             |             |             |            |            |            |        |
| #       | Land      | Wedstrijden | Wedstrijden | Wedstrijden | Wedstrijden | Doelpunten | Doelpunten | Doelpunten | Punten |
| #       | Land      | G           | W           | G           | V           | V          | T          | Saldo      | Punten |
| 1       | India     | 7           | 5           | 2           | 0           | 18         | 4          | +14        | 12     |
| 2       | Spanje    | 7           | 4           | 3           | 0           | 16         | 3          | +13        | 11     |
| 3       | Duitsland | 7           | 2           | 5           | 0           | 9          | 4          | +5         | 9      |
| 4       | Nederland | 7           | 4           | 1           | 2           | 20         | 4          | +16        | 9      |
| 5       | Maleisië  | 7           | 2           | 2           | 3           | 11         | 13         | -2         | 6      |
| 6       | België    | 7           | 2           | 2           | 3           | 10         | 13         | -3         | 6      |
| 7       | Canada    | 7           | 1           | 0           | 6           | 5          | 25         | -20        | 2      |
| 8       | Hongkong  | 7           | 0           | 1           | 6           | 3          | 26         | -23        | 1      |

| Datum      | Ronde | Plaats    | Land | Score    | Land |
| ---------- | ----- | --------- | ---- | -------- | ---- |
| Groepsfase |       |           |      |          |      |
| 11 oktober | Tokio | Maleisië  | 4-1  | Hongkong |      |
| 12 oktober | Tokio | België    | 2-0  | Hongkong |      |
| 14 oktober | Tokio | Hongkong  | 1-2  | Canada   |      |
| 15 oktober | Tokio | India     | 6-0  | Hongkong |      |
| 17 oktober | Tokio | Nederland | 7-0  | Hongkong |      |
| 18 oktober | Tokio | Spanje    | 4-0  | Hongkong |      |
| 19 oktober | Tokio | Duitsland | 1-1  | Hongkong |      |

### Schietsport
| Olympiër              | Discipline                  | Resultaat | Prestatie                       |
| --------------------- | --------------------------- | --------- | ------------------------------- |
| Reginald Dos Remedios | 50m geweer 3 houdingen (m)  | 51e       | 1047 punten: (393-335-299)      |
| Peter Rull, Sr.       | 50m geweer 3 houdingen (m)  | 49e       | 1047 punten: (392-366-289)      |
| Peter Rull, Sr.       | 50m geweer liggend (m)      | 70e       | 571 punten: (92-97-98-95-92-97) |
| Henry Souza           | 50m geweer liggend (m)      | 39e       | 586 punten: (96-99-98-96-98-99) |
| Reginald Dos Remedios | 300m geweer 3 houdingen (m) | 27e       | 1031 punten: (390-319-322)      |
| Hoo Kam Chiu          | 50m pistool (m)             | 43e       | 510 punten: (80-84-88-83-87-88) |
| William Gillies       | 50m pistool (m)             | 31e       | 529 punten: (86-85-89-89-86-94) |

### Wielersport
| Olympiër                                                  | Discipline                    | Resultaat | Prestatie                              |
| Baan                                                      | Baan                          | Baan      | Baan                                   |
| --------------------------------------------------------- | ----------------------------- | --------- | -------------------------------------- |
| Chow Kwong Choi                                           | individuele achtervolging (m) | DNF       | serie 8: V van CAM Son: niet gefinisht |
| Weg                                                       |                               |           |                                        |
| Chow Kwong Man                                            | wegwedstrijd (m)              | 36e       | 4:39.51,76                             |
| Chow Kwong Choi                                           | wegwedstrijd (m)              | 92e       | 4:39.51,83                             |
| Mok Sau Hei                                               | wegwedstrijd (m)              | DSQ       | gediskwalificeerd                      |
| Chow Kwong Choi Chow Kwong Man Mok Sau Hei Michael Watson | ploegentijdrit (m)            | 30e       | 3:03.26,10                             |

### Zeilen
| Olympiër                                       | Discipline    | Resultaat | Prestatie                            |
| ---------------------------------------------- | ------------- | --------- | ------------------------------------ |
| Alan Stevens                                   | finn klasse   | 28e       | 1449 punten: (22-25-20-26-26-25-DNF) |
| John Mitchell Park William Turnbull Paul Coope | dragon klasse | 19e       | 1461 punten: (15-17-19-19-DNF-15-15) |

### Zwemmen
| Olympiër      | Discipline           | Resultaat | Prestatie               |
| ------------- | -------------------- | --------- | ----------------------- |
| Robert Loh    | 100m vrije slag (m)  | 61e       | serie 7: 8ste in 1.00,4 |
| Robert Loh    | 400m vrije slag (m)  | 46e       | serie 2: 7de in 4.53,3  |
| Robert Loh    | 1500m vrije slag (m) | 31e       | serie 4: 6de in 19.28,6 |
| Chan Kam Hong | 200m rugslag (m)     | 34e       | serie 4: 7de in 2.46,0  |
|               |                      |           |                         |
| Li Hin Yu     | 200m schoolslag (v)  | 26e       | serie 4: 7de in 3.22,2  |

Afghanistan · Algerije · Argentinië · Australië · Bahama's · België · Bermuda · Birma · Bolivia · Brazilië · Brits-Guiana · Bulgarije · Cambodja · Canada · Ceylon · Chili · Colombia · Congo-Brazzaville · Costa Rica · Cuba · Denemarken · Dominicaanse Republiek · Duits eenheidsteam · Ethiopië · Filipijnen · Finland · Frankrijk · Ghana · Griekenland · Groot-Brittannië · Hongarije · Hongkong · Ierland · IJsland · India · Irak · Iran · Israël · Italië · Ivoorkust · Jamaica · Japan · Joegoslavië · Kameroen · Kenia · Libanon · Liberia · Libië · Liechtenstein · Luxemburg · Madagaskar · Maleisië · Mali · Marokko · Mexico · Monaco · Mongolië · Nederland · Nederlandse Antillen · Nepal · Nieuw-Zeeland · Niger · Nigeria · Noord-Rhodesië · Noorwegen · Oeganda · Oostenrijk · Pakistan · Panama · Peru · Polen · Portugal · Puerto Rico · Roemenië · Senegal · Sovjet-Unie · Spanje · Taiwan · Tanganyika · Thailand · Trinidad en Tobago · Tsjaad · Tsjecho-Slowakije · Tunesië · Turkije · Uruguay · Venezuela · Verenigde Arabische Republiek · Verenigde Staten · Vietnam · Zuid-Korea · Zuid-Rhodesië · Zweden · Zwitserland